# Castell de Calafell
El Castell de Calafell és un edifici del municipi de Calafell (Baix Penedès). Està situat al cim d'un turó, a pocs quilòmetres del mar. A l'extrem sud del turó hi havia el castell i a l'altre l'església. La seva ubicació, allunyada de posicions encimbellades demostra que va esdevenir un pas endavant en la progressiva conquesta de les terres tarragonines en poder dels sarraïns. És un bé declarat bé cultural d'interès nacional.

## Descripció
El recinte fortificat, de forma allargassada, va resseguint les irregularitats del terreny. La muralla que delimita l'àrea del castell va sofrir modificacions els segles XV-XVI per adequar-la a les noves tàctiques defensives. No en resta més que les muralles, fetes de paredat. Presenten alguns dibuixos d'opus spicatum i unes espitlleres de dos tipus diferents, les més antigues, de forma rectangular i altres, arrodonides a la base i rectangulars a la part superior, construïdes més tard per a disparar amb armes de foc.
La part més antiga del castell és situada entrant a mà esquerra, oposada a l'ermita, i data probablement del segle xi. Dels segles XII-XIV és la zona dreta, on veiem un encastellat amb merlets. La part situada davant de l'entrada també és de la mateixa època. La fortalesa fou destruïda cap al 1640 i reconstruïda al segle xviii, quan es feu l'escalinata d'accés.

### Església de la Santa Creu

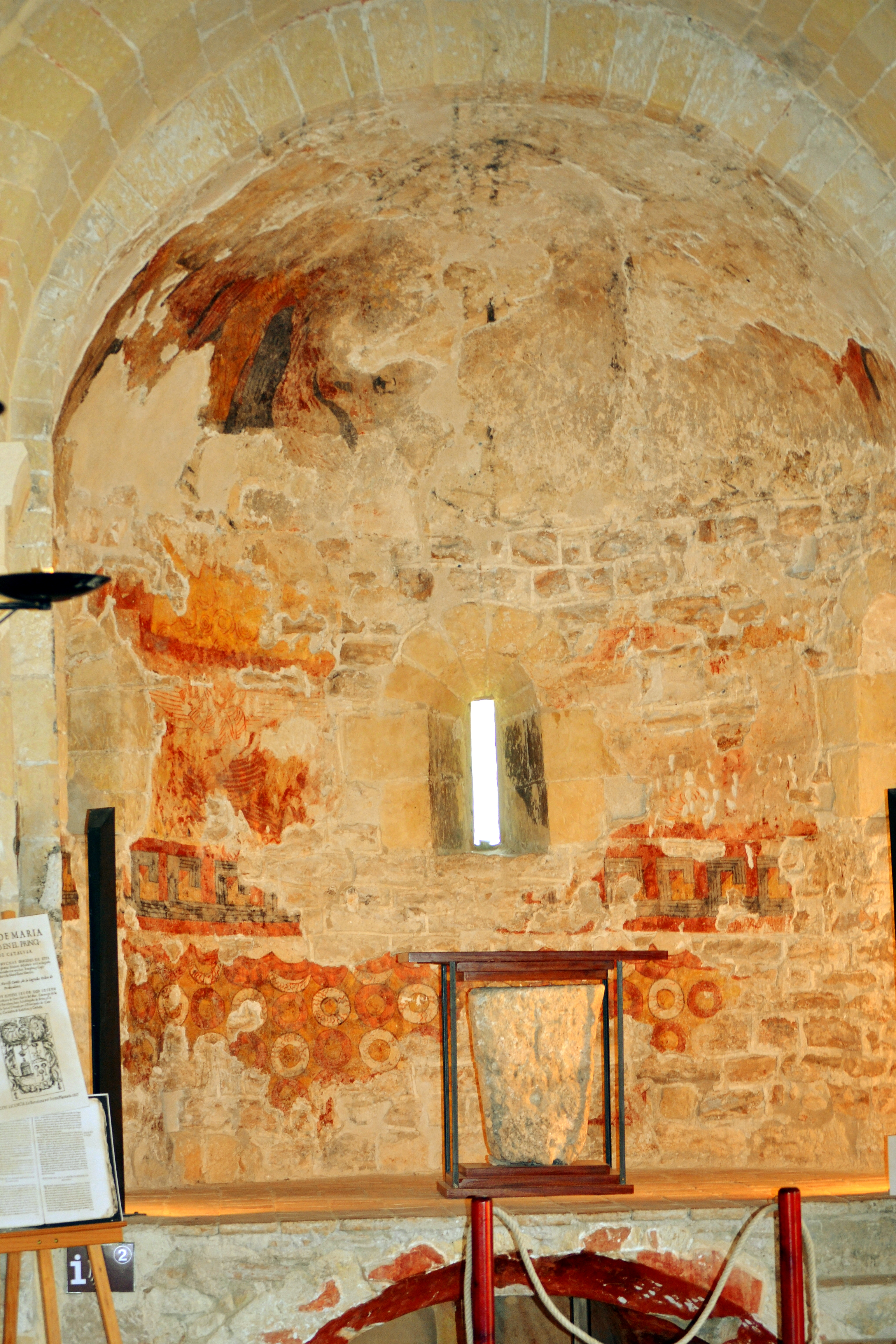
Absis de la capella de Santa Creu

La capella, romànica del segle xi, de la Santa Creu, forma part de l'estructura oriental del castell (l'absis i el mur nord són alhora muralla del castell). Originalment era d'una sola nau coberta amb volta de canó reforçada per un arc toral i un absis semicircular a l'exterior amb decoració llombarda i lleugerament ultrapassat a l'interior. Sota de l'absis, a un nivell més elevat que la nau, hi ha una cripta
En època posterior l'absis va ser sobrealçat com a torre de defensa i es va afegir un campanar d'espadanya sobre el punt d'unió de l'absis i la nau. A la banda sud es va enderrocar una part del mur de l'església per afegir-hi una altra nau, coberta amb volta de canó, que es prolonga, també, pels peus de la nau més antiga i pel sector sud-est on forma una mena d'absis o capella semicircular a l'interior, on actualment hi ha l'entrada. A sobre de la nau original es va construir el comunidor.
L'absis romànic és ornat amb pintures del mateix estil de les pintures de la capella del Sant Sepulcre d'Olerdolà. La cripta conserva pintures marcadament gòtiques. Sota el terra de l'església hi ha una necròpolis de sepultures antropomorfes excavades a la roca, dels segles xi i xii.

## Història
El Castell de Calafell, bastit sobre un petit turó a 1,5 quilòmetres de la costa a la part antiga del poble, apareix documentat per primer cop l'any 1037, amb motiu d'un plet de terres. El castell era propietat de Bernat Otger. El 1189, un llegat testamentari informa que l'església era dedicada a la Santa Creu. Hi ha documents del 1671 que diuen que el castell ja era destruït.
Fou propietat dels Castellbisbal, de Joan II (fill de Pere III) i dels Palou. al regnat de Ferran II (Tastàmares) començà la política de retorn a la corona reial de totes les possession que havien estat malvenudes en temps del rei Pere, entre les quals hi havia el castell de Calafell. A l'església de la Santa Creu es venerava una Verge de la Cova, patrona de Calafell. La imatge era una talla romànica del segle xii que es cremà durant la Guerra Civil. Va ser parròquia de la vila i capella del cementiri fins a l'any 1935.